# Псари (Олавський повіт)
Псари (пол. Psary) — село в Польщі, у гміні Олава Олавського повіту Нижньосілезького воєводства.
Населення — 272 особи (2011).
У 1975-1998 роках село належало до Вроцлавського воєводства.

## Демографія
Демографічна структура станом на 31 березня 2011 року:
|          | Загалом | Допрацездатний вік | Працездатний вік | Постпрацездатний вік |
| -------- | ------- | ------------------ | ---------------- | -------------------- |
| Чоловіки | 143     | 32                 | 104              | 7                    |
| Жінки    | 129     | 29                 | 76               | 24                   |
| Разом    | 272     | 61                 | 180              | 31                   |